# Pembrokeshire
Pembrokeshire (Sir Benfro em galês) é um condado no sudoeste do País de Gales. A sua sede de administração é Haverfordwest. Outras cidades do condado incluem Tenby, Pembroke, Fishguard e Milford Haven.